# Иванов, Николай Иванович (инженер)
Николай Иванович Иванов (1909—1952) — главный инженер Сестрорецкого инструментального завода имени Воскова, лауреат Сталинской премии (1951).
В октябре 1941 года организовал серийное производство оружия в пустующих корпусах ленинградского завода «Красный инструментальщик». За это в январе 1942 г. Указом Президиума Верховного Совета СССР за успешное освоение и производство вооружения и боеприпасов был награждён орденом Трудового Красного Знамени.
В 1943—1946 годах руководил восстановлением 11 цехов Сестрорецкого инструментального завода имени Воскова, разрушенных в результате бомбардировок финской армии.
Под его руководством были созданы специальный цех твердосплавного инструмента и участки в цехах по производству инструмента, армированного твердым сплавом.
Умер в 1952 году. Похоронен на Сестрорецком кладбище.
Лауреат Сталинской премии 1951 года (в составе коллектива) — за создание и широкое внедрение в промышленность твёрдосплавного инструмента.